# Well Equidistributed Long-period Linear
Der Well Equidistributed Long-period Linear (kurz: WELL) ist ein Pseudozufallszahlengenerator, der 2006 von François Panneton und Pierre L’Ecuyer entwickelt wurde. Er wurde konzipiert, um schnell gleichverteilte Pseudozufallszahlen mit extrem langer Periode zu generieren und basiert auf linearen Rekursionsgleichungen.

## Eigenschaften
WELL-Zufallszahlengeneratoren haben mit Periodenlängen von {\displaystyle 2^{k}-1} (mit k ∈ {512, 607, 800, 1024, 19937, 21701, 23209, 44497})
bei geringem Aufwand sehr lange Periodenlängen (in Potenzschreibweise zwischen etwa 10154 und etwa 1013395).
Sie generieren hochgradig gleichverteilte Sequenzen. Diesbezüglich haben die erzeugten Zufallszahlen sogar eine höhere Qualität als die des Mersenne-Twisters, wobei auch WELL ähnlich schnell wie der Mersenne-Twister Zufallszahlen liefert.
Seine Eigenschaften prädestinieren WELL insbesondere zur Verwendung in statistischen Simulationen (z. B. Monte-Carlo-Simulation). Hingegen ist der WELL genauso wie der Mersenne-Twister (und alle anderen LRGs) für kryptographische Anwendungen nicht direkt geeignet. Bei vergleichsweise kurzer Beobachtung seiner Ausgaben kann sein interner Zustand ermittelt werden und so alle zukünftigen Zahlen vorhergesagt werden. Dieses Problem kann umgangen werden, indem man mehrere Ausgabeworte in einem Block sammelt und auf diesen dann eine sichere Hashfunktion anwendet (z. B. SHA-256).

## Algorithmus
{\displaystyle z_{0}\leftarrow rot_{p}(v_{i,r-2}^{T},v_{i,r-1}^{T})^{T};}
{\displaystyle z_{1}\leftarrow T_{0}v_{i,0}\oplus T_{1}v_{i,m_{1}};}
{\displaystyle z_{2}\leftarrow T_{2}v_{i,m_{2}}\oplus T_{3}v_{i,m_{3}}}
{\displaystyle z_{3}\leftarrow z_{1}\oplus z_{2}}
{\displaystyle v_{i+1,r-1}\leftarrow v_{i,r-2}\wedge m_{p}}
{\displaystyle {\begin{aligned}{\text{for}}~&j:=r-2,\dots ,2\quad {\text{do}}\\\quad &v_{i+1,j}\leftarrow v_{i,j-1}\end{aligned}}}
{\displaystyle v_{i+1,1}\leftarrow z_{3}}
{\displaystyle v_{i+1,0}\leftarrow z_{4}}
Ausgabe: {\displaystyle y_{i}=v_{i,1}} oder {\displaystyle y_{i}=v_{i,0}}.

## Initialisierung
Zur Initialisierung wird das Zustandsarray auf beliebige (zufällige) Werte gesetzt. Diese initialen Werte stellen in erster Linie nur eine Position in der {\displaystyle 2^{k}-1} langen Bit-Sequenz dar, bei der der Generator startet.
Das Initialisieren mit nur Nullen führt zur konstanten Ausgabe des Wertes 0 (das ist der zweite mögliche Zyklus des Zufallszahlengenerators mit der Periodenlänge 1). Sind dagegen nur viele (aber nicht alle) Bits des Zustandswortes „0“, liefert der WELL wie auch der Mersenne-Twister (und alle(!) anderen LRGs) anfänglich keine gleichverteilten Zufallszahlen mehr. Dieser Fall kann auftreten, wenn schlecht initialisiert wurde.
Gerade hier erweisen sich die WELL-Generatoren gegenüber dem Mersenne-Twister und dessen kleinem Bruder, dem TT800, als überlegen: Sie liefern bereits nach einigen hundert Schritten (z. B. 700 für den WELL-19937) wieder eine gleichverteilte Bit-Sequenz. Der Mersenne-Twister benötigt hier bis zu 700.000 Schritte und der TT800 immer noch mehr als 60.000.

## Periodenlänge
Die WELL-Generatoren sind so entworfen, dass sie eine für linear rückgekoppelte Generatoren maximale Periodenlänge besitzen, d. h. den gesamten Zustandsraum (außer der 0) durchlaufen. Die Periodendauer beträgt 2k-1, in Potenzschreibweise etwa 100,3·k.
k ist hierbei die Ordnung des charakteristischen Polynoms P(z) der Transitionsmatrix A.

## Implementierung in C
Hier ist beispielhaft die Implementierung in C für den WELL1024a dargestellt. Der Generator liefert gleichverteilte Zufallszahlen auf dem Intervall [0, 232-1].
```
#include
 
<stdint.h>

#define R   32      
/* Anzahl der Worte im Zustandsregister */

#define M1   3

#define M2  24

#define M3  10

#define MAT0POS(t,v)  (v ^ (v >>  (t)))

#define MAT0NEG(t,v)  (v ^ (v << -(t)))

#define Identity(v)   (v)

#define V0            State[ i         ]

#define VM1           State[(i+M1)  % R]

#define VM2           State[(i+M2)  % R]

#define VM3           State[(i+M3)  % R]

#define VRm1          State[(i+R-1) % R]

#define newV0         State[(i+R-1) % R]

#define newV1         State[ i         ]

/* Der Zustandsvektor muss mit (pseudo-)zufälligen Werten initialisiert werden. */

static
 
uint32_t
 
State
[
R
];

uint32_t
 
WELL1024
()

{

  
static
 
uint32_t
 
i
 
=
 
0
;

  
uint32_t
        
z0
;

  
uint32_t
        
z1
;

  
uint32_t
        
z2
;

  
z0
    
=
 
VRm1
;

  
z1
    
=
 
Identity
(
 
V0
)
      
^
 
MAT0POS
 
(
 
+
8
,
 
VM1
);

  
z2
    
=
 
MAT0NEG
 
(
-19
,
 
VM2
)
 
^
 
MAT0NEG
 
(
-14
,
 
VM3
);

  
newV1
 
=
 
z1
                 
^
 
z2
;

  
newV0
 
=
 
MAT0NEG
 
(
-11
,
  
z0
)
 
^
 
MAT0NEG
 
(
 
-7
,
  
z1
)
 
^
 
MAT0NEG
 
(
-13
,
  
z2
);

  
i
     
=
 
(
i
 
+
 
R
 
-
 
1
)
 
%
 
R
;

  
return
 
State
[
i
];

}

```